# Попелюхи (Песчанский район)
Попелюхи (укр. Попелюхи) — посёлок, входит в Песчанский район Винницкой области Украины.
Население по переписи 2001 года составляло 468 человек. Почтовый индекс — 24733. Телефонный код — 4349. Занимает площадь 0,632 км². Код КОАТУУ — 523283403.

## Религия
В посёлке действует Свято-Николаевский храм Песчанского благочиния Могилёв-Подольской епархии Украинской православной церкви.

## Местный совет
24732, Винницкая обл., Песчанский р-н, с. Черномин, ул. Ленина, 1